# Именование православных храмов
Настоящий список создан для методологической помощи в именовании страниц и заполнении на русском языке шаблонов, относящихся к православным храмам. Для упрощения все формы приведены к женскому роду (церковь).

## Разновидности форм именования храмов
В шаблоне «Православный храм» различаются три разновидности имён храмов: каноническая, обиходная и местная.

### Каноническая
Соответствует канонам Русской православной церкви и предполагает каноническое именование:
- святых
- праздников
- икон

Рекомендации по именованию икон см. ниже.
Понятия «канонический» и «церковнославянский» — разнопорядковые и отнюдь не равнозначные категории. В любом случае в названиях страниц и при заполнении шаблонов предполагается использование современной орфографии и набора символов. В тексте статей, при необходимости, могут быть упомянуты варианты именования на церковнославянском языке.
| Современная                  | Церковнославянская            |
| ---------------------------- | ----------------------------- |
| Седьмиозерская церковь       | Седмиезерная церковь          |
| Церковь Двенадцати апостолов | Церковь Двунадесяти апостолов |

В современном языке наблюдается, как правило, консервация церковнославянских форм личных имён (Исаакий, Иоанн).

### Обиходная
Обиходные имена храмов производны от канонических, которые сводятся обычно к одному (простому или составному) слову, которое играет, в представлении словотворца, роль «ключевого идентификатора». Им может быть: собственное имя святого, нарицательное имя иконы (редко — её типа), обиходное имя праздника (некоторые имеют по нескольку имён) и т. п.
В зависимости от каждого конкретного случая, храмы, имеющие разные канонические имена, могут иметь одно и то же обиходное имя. Одна из задач настоящих служебных списков — предупреждение возможности неверной реконструкции неизвестного канонического имени из простого.
Так, Спасская церковь может соответствовать более чем десятку разных канонических имён.

### Местные
Местные имена образуются путём дальнейшего упрощения обиходных имён или их модификации путём присоединения дополнительного идентификатора.
Часто обретают местные, «народные» имена Спасские храмы: Спас Бочаринский, Спас на крови и пр. Известны случаи, когда имя святого вообще выпадает из местного имени, уступая место
- идентификатору местоположения

Пример: Икона Божией Матери Знамение «Курская Коренная» → Коренная церковь
- «светскому» идентификатору, иногда присоединяемому к каноническому и обиходному имени.

| Местоположение | Каноническое            | Сокращённое              | Местное          |
| -------------- | ----------------------- | ------------------------ | ---------------- |
| Кронштадт      | свт. Николая Чудотворца | Морской Никольский собор | Морской собор    |
| Петербург      | свт. Николая Чудотворца | Никольский морской собор | Никольский собор |

## Во имя Иисуса Христа
По статистике реестра храмов России (10 354 наименования на август 2010 г.), название храмов во имя Иисуса Христа весьма распространено. В списке 20 наиболее часто встречающихся названий (в него входят 8102 храма) шесть относятся к Иисусу Христу, его праздникам и иконам. Это храмы, названные во имя: Троицы (2 место, 639 храмов), Преображения (6 место, 362 храма), Рождества Христова (9 место, 216 храмов), Вознесения (15 место, 182 храма), Креста Господня (18 место, 156 храмов) и иконы Спаса Нерукотворного образа (19 место, 146 храмов). Суммарно на эти шесть названий приходится 1701 храм, или почти пятая часть от суммы по 20 наиболее популярным именам (8102).

## Во имя Божией Матери
По статистике реестра храмов России название храмов во имя Божией Матери является одним из наиболее популярных. В списке 20 наиболее часто встречающихся названий шесть относятся к Богоматери, её праздникам и иконам. Это храмы, названные во имя: Покрова (3 место, 492 храма), Успения (4 место, 433 храма), Казанской иконы Божией Матери (5 место, 398 храмов), Рождества Пресвятой Богородицы (7 место, 350 храмов), Благовещения (16 место, 175 храмов) и Введения во храм (20 место, 144 храма). Суммарно на эти шесть названий приходятся 1992 храма, или почти четверть от 8102 храмов, входящих в список наиболее популярных имён.

### Во имя Богородичных праздников
Богородичные праздники посвящаются воспоминанию важнейших событий жизни Божией Матери. Из них пять входят в число 12 особенно чтимых — великих, или двунадесятых праздников годового круга богослужений. Это Рождество Пресвятой Богородицы, Введение во храм Пресвятой Богородицы, Благовещение и Успение Пресвятой Богородицы. Пятым Богородичным праздником из числа Великих называется по своим богослужебным особенностям также Сретение Господне.
Особенности именования храмов:

#### Рождество Пресвятой Богородицы
Каноническое название:
полное — Во имя Пресвятой Богородицы, в память чудесного Её Рождества
сокращённое — Рождества Пресвятой Богородицы
Обиходные названия:
- Богородицерождественская (Богородице-Рождественская) церковь
- Рождество-Богородицкая церковь

По статистике реестра храмов России, название по имени праздника Рождества Пресвятой Богородицы находится на 7-м месте по частоте употребления (350 храмов).

#### Сретение
Обиходные названия:
- Сретенская церковь, Сретенский собор

#### Введение во храм Пресвятой Богородицы
Обиходные названия:
- Введенская церковь, Введенский собор

По статистике реестра храмов России название по имени праздника Введения Пресвятой Богородицы во храм находится на 20-м месте по частоте употребления (144 храма).

#### Благовещение Пресвятой Богородицы
Обиходные названия:
- Благовещенская церковь, Благовещенский собор

По статистике реестра храмов России название по имени праздника Благовещение Пресвятой Богородицы находится на 16-м месте по частоте употребления (175 храмов).

#### Успение Пресвятой Богородицы
Обиходные названия:
- Успенская церковь, Успенский собор

По статистике реестра храмов России название по имени праздника Успения Пресвятой Богородицы находится на 4-м месте по частоте употребления (433 храма)

#### Покров Пресвятой Богородицы
По своим богослужебным особенностям праздник Покрова Пресвятой Богородицы соответствует двунадесятому празднику, но не имеет такого статуса и относится к великим.
Обиходные названия:
- Покровская церковь, Покровский собор

По статистике реестра храмов России название по имени праздника Покрова Пресвятой Богородицы находится на 3-м месте по частоте употребления (492 храма)

#### Положение ризы Пресвятой Богородицы во Влахерне
Положение ризы Пресвятой Богородицы во Влахерне — один из Богородичных праздников, давших имя ряду церквей.
Обиходное название:
- Ризположенская церковь

Название Влахернский не является альтернативным обиходному названию Ризположенский. Его имеют:
- историческая Влахернская церковь, некогда стоявшая у императорского дворца во Влахернах близ Константинополя. В честь явления в ней Богоматери православной церковью и был установлен праздник Покрова;
- храмы в честь Влахернской иконы Богоматери (например, в Кузьминках[3]).

### Во имя икон Божией Матери
В таблицы данного списка внесены только те иконы Богородицы, которые дали имена известным на сегодня храмам. Более полный список икон см. в статье Православная иконография Богородицы.

#### Вопросы именования икон Богородицы
Одна из наиболее распространённых ошибок в именовании храмов обусловлена неправильным именованием икон Божией Матери.
Перечень икон Божией Матери насчитывает более 430 наименований. В православном церковном календаре «на большинство дней года приходятся дни чествования чудотворных икон Божией Матери».
Имена этих икон принимают не только храмы, хранящие их, но и великое множество других храмов. Достаточно упомянуть икону Казанской Божией Матери, в честь которой после победы в войне 1812 года была освящена не одна сотня храмов в России, практически в каждом крупном городе.
Однако сколь бы ни было велико разнообразие этих икон, их Божественный первообраз — Богородица — по определению один и тот же. Названия икон, используемые в быту, и даже попадающие в энциклопедии бывают иногда неверны с этой, канонической, точки зрения.
| Неверно                     | Верно                               | Верно                             |
| --------------------------- | ----------------------------------- | --------------------------------- |
| Казанской Божией Матери     | икона Божией Матери «Казанская»     | Казанская икона Божией Матери     |
| Почаевской Божией Матери    | икона Божией Матери «Почаевская»    | Почаевская икона Божией Матери    |
| Ченстоховской Божией Матери | икона Божией Матери «Ченстоховская» | Ченстоховская икона Божией Матери |

и так далее.
Храмы, возводимые как по месту явления чудотворных икон, так и в других местностях, посвящаются опять-таки не самой иконе, а её прототипу, Богородице. Поэтому развёрнутое каноническое название выглядит так:
(тип храма) во имя Пресвятой Богородицы, в честь иконы Её, именуемой «(название иконы)»
Вместе с тем, в официальных документах, на печатях, часто встречается сокращённая каноническая форма, в которой опускаются члены «во имя…» (и приложение к нему, «в честь» и «именуемой»). Сокращённое каноническое название (рекомендуемое и в Википедии) может иметь вид:
- если в названии — топоним, могущий быть использованным без кавычек, то:

(тип храма) (название) иконы Божией Матери
Примеры: собор Казанской иконы Божией матери, церковь Тихвинской иконы Божией матери и т. п.
- если в названии — имя нарицательное, предполагающее использование кавычек, то:

(тип храма) иконы Божией Матери «(название)»
Примеры: церковь иконы Божией матери «Избавительница» и т. п.
Обиходные названия православных храмов, восходящие к названиям икон Божией Матери, могут производиться:

#### От личных имён Божией Матери
1. Богородица → Богородицкий, Богородичный; в составных — Богородице + …
| Каноническое | Обиходное                |
| --- | ------------------------ |
| Иконы Божией Матери «Целительница» | Богородицецелительницкая |
| Пример: Богородицецелительницкая церковь в Москве |                          |
| Иконы Божией Матери «Казанская» | Казанско-Богородицкая    |
| Пример: Казанско-Богородицкая церковь (с. Смолдеярово, Татарстан). Редкий случай двусоставного имени храма в честь Казанской иконы Богоматери. Село Смолдеярово с этой церковью находится в Татарстане, и имя «Казанская церковь» потребовало уточнения во избежание ассоциаций с Казанью — столицей республики. |                          |

В остальных случаях названия «Богородицкий», «Богородичный» восходят не к именам икон, а к названиям богородичных праздников.
2. Богоматерь, Божия Матерь:
обиходные названия, основанные только на «Богоматерь» и «Божия Матерь», без приложения в православии на русском языке не практикуются.
3. Мария
Православная традиция избегает наречения храмов во имя Богородицы её мирским именем Мария. Имена Мариинских церквей восходят к Марии Магдалине и другим святым (см. ниже).

#### От несоставных топонимов в названиях икон
Данный способ наиболее распространён. Известные обиходные наименования храмов (в скобках даны альтернативные названия икон и производных от них имён храмов)
По статистике реестра храмов России, название по имени Казанской иконы Божией матери находится на 5-м месте по частоте употребления (398 храмов)
| Наименование иконы                         | Обиходное наименование церкви  | Примеры                         |
| ------------------------------------------ | ------------------------------ | ------------------------------- |
| Икона Божией Матери Азовская               | Азовская церковь               |                                 |
| Икона Божией Матери Ахтырская              | Ахтырская церковь              | д. Иваньково Локнянской волости |
| Икона Божией Матери Боголюбская            | Боголюбская церковь            |                                 |
| Икона Божией Матери Валаамская             | Валаамская церковь             |                                 |
| Икона Божией Матери Виленская              | Виленская церковь              |                                 |
| Икона Божией Матери Владимирская           | Владимирская церковь           |                                 |
| Икона Божией Матери Влахернская            | Влахернская церковь            |                                 |
| Икона Божией Матери Гребневская            | Гребневская церковь            |                                 |
| Икона Божией Матери Грузинская             | Грузинская церковь             |                                 |
| Икона Божией Матери Донская                | Донская церковь                |                                 |
| Икона Божией Матери Иверская               | Иверская церковь               |                                 |
| Икона Божией Матери Иерусалимская          | Иерусалимская церковь          |                                 |
| Икона Божией Матери Казанская              | Казанская церковь              |                                 |
| Икона Божией Матери Калужская              | Калужская церковь              |                                 |
| Икона Божией Матери Козельщанская          | Козельщанская церковь          |                                 |
| Икона Божией Матери Колочская (Колоцкая)   | Колочская (Колоцкая) церковь   |                                 |
| Икона Божией Матери Коневская              | Коневская церковь              |                                 |
| Икона Божией Матери Корсунская             | Корсунская церковь             |                                 |
| Икона Божией Матери Леушинская             | Леушинская церковь             |                                 |
| Икона Божией Матери Люблинская             | Люблинская церковь             |                                 |
| Икона Божией Матери Молченская             | Молченская церковь             |                                 |
| Икона Божией Матери Муромская              | Муромская церковь              |                                 |
| Икона Божией Матери Новодворская           | Новодворская церковь           |                                 |
| Икона Божией Матери Озерянская             | Озерянская церковь             |                                 |
| Икона Божией Матери Печерская              | Печерская церковь              |                                 |
| Икона Божией Матери Почаевская             | Почаевская церковь             |                                 |
| Икона Божией Матери Ржевская               | Ржевская церковь               |                                 |
| Икона Божией Матери Рудненская (Руденская) | Рудненская (Руденская) церковь |                                 |
| Икона Божией Матери Святогорская           | Святогорская церковь           |                                 |
| Икона Божией Матери Смоленская             | Смоленская церковь             |                                 |
| Икона Божией Матери Тихвинская             | Тихвинская церковь             |                                 |
| Икона Божией Матери Толгская               | Толгская церковь               |                                 |
| Икона Божией Матери Федотьевская           | Федотьевская церковь           |                                 |
| Икона Божией Матери Холмская               | Холмская церковь               |                                 |
| Икона Божией Матери Черниговская           | Черниговская церковь           |                                 |

#### От несоставных имён собственных в названиях икон
Ниже в скобках даны церковнославянские названия икон и производных от них имён храмов.
| Наименование иконы                               | Обиходное наименование церкви        |
| ------------------------------------------------ | ------------------------------------ |
| Икона Божией Матери Седмиозерская (Седмиезерная) | Седмиозерская (Седмиезерная) церковь |
| Икона Божией Матери Скоропослушница              | Скоропослушнинская церковь           |
| Икона Божией Матери Страстная                    | Страстная                            |
| Икона Божией Матери Фёдоровская (Феодоровская)   | Фёдоровская (Феодоровская) церковь   |

#### От двучастных топонимов в названиях икон
| Наименование иконы                            | Обиходное наименование церкви    |
| --------------------------------------------- | -------------------------------- |
| Икона Божией Матери Римская (Лиддская)        | Римская церковь                  |
| Икона Божией Матери Римская (Лиддская)        | Лиддская церковь                 |
| Икона Божией Матери Черниговская-Гефсиманская | Гефсиманская церковь             |
| Икона Божией Матери Черниговская-Гефсиманская | Черниговская церковь             |
| Икона Божией Матери Черниговская-Гефсиманская | Черниговско-Гефсиманская церковь |

#### От имён нарицательных в названиях икон

##### «Знамение»
Известно несколько чудотворных икон Божией Матери «Знамение», дополнительно различаемых по местам их явления. Это
- икона Божией Матери Знамение — Абалацкая
- икона Божией Матери Знамение — Курская Коренная
- икона Божией Матери Знамение — Псковская (Мирожская)

Общим для них обиходным названием является: Знаменская церковь, Знаменский собор и т. п.
Известные варианты альтернативных обиходных названий:
| Наименование иконы                              | Обиходное наименование церкви |
| ----------------------------------------------- | ----------------------------- |
| Икона Божией Матери Знамение «Курская Коренная» | Коренная церковь              |

##### «Казанская»
Варианты чудотворных икон Божией Матери «Казанская», дополнительно различаемые по местам их явления:
Общим для них обиходным названием является: Казанская церковь, Казанский собор и т. п.
Известные варианты альтернативных обиходных названий:
| Наименование иконы                           | Обиходное наименование церкви |
| -------------------------------------------- | ----------------------------- |
| Икона Божией Матери «Казанская (Песчанская)» | Песчанская церковь            |

##### Особые имена икон
Особые названия храмов сложились в православной традиции для следующих икон:
| Наименование иконы                         | Обиходное наименование церкви |
| ------------------------------------------ | ----------------------------- |
| Иконы Божией Матери Всех Скорбящих Радость | Скорбященская церковь         |
| Иконы Божией Матери Живоносный Источник    | Живоносовская церковь         |
| Иконы Божией Матери Неопалимая Купина      | Неопалимовская церковь        |
| Иконы Божией Матери Отрада и Утешение      | Отрадская церковь             |

Примечание: прилагательное «Отрадненская» от имени иконы не производится. В сочетании с типом храма (церковь, собор) указывает лишь на топоним местоположения (Отрадный, Отрадное и т. п.)

### По иконографическому типу
Различают три основных типа иконографии Богородицы: «Умиление» («Елеуса»), «Путеводительница» («Одигитрия») и «Молящаяся» («Оранта»).
Каждому из этих типов принадлежат десятки икон, и по общей традиции название типа иконы именами храмов не усваивается. Исключения:

#### «Милостивая»
«Милостивая», «Милующая» — вариант перевода «Елеуса».
| Наименование иконы                            | Обиходное наименование церкви |
| --------------------------------------------- | ----------------------------- |
| Икона Божией Матери «Милостивая» («Киккская») | неизвестно                    |
| Икона Божией Матери «Милующая»                | неизвестно                    |

#### «Одигитрия»
Одигитрия (греч. Путеводительница) — название обширного класса, одного из трёх основных типов икон. К нему относятся, в частности, иконы Влахернская, Грузинская, Иверская, Иерусалимская, «Избавительница», «Троеручица», «Скоропослушница», Казанская, Козельщанская, Смоленская, Тихвинская, Ченстоховская и др.
Известные варианты именования по иконографическому типу:
| Наименование иконы              | Обиходное наименование церкви |
| ------------------------------- | ----------------------------- |
| Икона Божией Матери «Одигитрия» | Одигитриевская церковь        |

Альтернативные названия, связанные с вариантами именования самой иконы
Название иконы Божией Матери «Поможение родам» имеет варианты:
- Помогательница женам чады рождати (допетров.)
- Поможение родам (церк.-слав.)
- Помощница в родах (совр.)

Обиходное название: неизвестно

### Во имя событий, связанных с иконами Божией Матери

#### Сретение иконы
| Каноническое                                                                      | Обиходное            |
| --------------------------------------------------------------------------------- | -------------------- |
| Во имя Пресвятой Богородицы, в память Сретения иконы Её, именуемой «Владимирская» | Сретенская церковь   |
| Во имя Пресвятой Богородицы, в память Сретения иконы Её, именуемой «Владимирская» | Владимирская церковь |

Здесь каждое из обиходных названий имеет омонимы с названиями другой этимологии — во имя Сретения Господня и во имя одного из святых по имени Владимир.